# Chabuata albiguttalis
Chabuata albiguttalis là một loài bướm đêm trong họ Noctuidae.